# Eishockey-Nationalliga (Österreich) 2009/10
Die Saison 2009/10 der österreichischen Eishockey-Nationalliga wird mit sieben Mannschaften ausgetragen. Das Teilnehmerfeld stand erst nach langwierigen Verhandlungen und mehrmaliger Änderung des Modus fest. Titelverteidiger war der EHC Lustenau, der jedoch nach durchwachsenen Leistungen bereits im Viertelfinale ausschied. Neuer Meister wurde der EC hagn_leone Dornbirn, der sich im Finale gegen Bundesliga-Absteiger HC Innsbruck durchsetzte.

## Teilnehmende Mannschaften
(gereiht nach Vorjahrsplatzierung)
- EHC Lustenau (Titelverteidiger, Trainer: Kurt Steinwender)
- EC Dornbirn (Trainer: Peter Johansson)
- VEU Feldkirch (Trainer: Bengt Ericsson)
- EK Zeller Eisbären (Trainer: Peter Dilsky)
- EC Red Bull Salzburg 2 (Trainer: Mario Richer)
- EHC Bregenzerwald (Trainer: Tommy Andersson)
- HC Innsbruck (Trainer: Jarno Mensonen)

### Finanzielle Probleme im Teilnehmerfeld
Der EK Zell am See meldete im Frühsommer 2009 massive finanzielle Probleme und konnte vorerst keine verbindliche Teilnahme für die Zusage an der neuen Nationalliga-Saison geben. Wenig später wurde bekannt, dass auch dem KSV Eishockeyklub ein Konkurs drohte und dieser daher ebenfalls nicht mit Sicherheit an der Saison teilnehmen konnte. Der EV Zeltweg überlegte in der Folge, freiwillig in die Oberliga abzusteigen, wenn die beiden Vereine ausfallen sollten, da im Ernstfall viele Spiele gegen lokale Gegner und damit viele Zuschauer wegfallen würden. Auch der ATSE Graz und der EHC Bregenzerwald gaben bekannt, abwarten zu wollen, ob ein sinnvoller Ligabetrieb gesichert werden konnte. Nach diesen Meldungen wurden Modelle diskutiert, nach denen – ähnlich wie in der Erste Bank Eishockey Liga – ausländische Teams das Starterfeld auffüllen könnten. Dies fand jedoch überwiegend negative Resonanz bei den übrigen Mannschaften. Bei einer Ligasitzung Anfang Juli 2009 bestätigte der EV Zeltweg jedoch, trotz des inzwischen bekanntgewordenen Konkurses der Teams aus Zell am See und Kapfenberg, seine Teilnahme für die kommende Saison, sodass diese wieder mit acht Mannschaften ausgetragen werden sollte. Inzwischen war der EK Zeller Eisbären als Nachfolger des in Konkurs gegangenen EK Zell am See gegründet worden. Die Vereinsverantwortlichen ersuchten beim österreichischen Eishockeyverband um eine Möglichkeit zur Teilnahme an der Liga, was dieser auch bestätigte. Dieses Vorgehen, bei dem die zuvor gefällte Entscheidung der Liga ignoriert worden war, rief jedoch heftige Kritik hervor, sodass einige Teams aus Protest ihre Nennung wieder zurückzogen. Nachdem lange Zeit Unklarheit darüber herrschte, ob es überhaupt eine Saison geben würde, einigte man sich Mitte Juli schließlich auf ein Teilnehmerfeld von sieben Mannschaften inklusive der Zeller Eisbären. Der EV Zeltweg und der ATSE Graz werden jedoch in der Oberliga antreten.

## Modus
Bedingt durch die Unsicherheiten im Teilnehmerfeld wurde der Modus im Laufe des Sommers mehrmals überarbeitet. Der aktuelle Modus sieht eine dreifache Hin- und Rückrunde vor, wobei nach zwei Durchgängen die Punkte halbiert werden. Halbe Punkte werden aufgerundet. Nach diesen insgesamt 36 Spielen sind die beiden besten Teams fix für das Halbfinale qualifiziert, der letztplatzierte Verein scheidet aus.
In einer Playoff-Qualifikation spielen anschließend die Mannschaften auf den Plätzen drei bis sechs in einer Best-of-Three-Serie die verbliebenen beiden Halbfinal-Teilnehmer aus, wobei der drittplatzierte gegen den sechsten und der vierte gegen den fünften antritt.
Die Playoffs, bestehend aus Halbfinale und Finale werden im Best-of-Five-Modus ausgetragen. Eine Besonderheit bietet eine Regel, die auch in amerikanischen Profiligen zum Einsatz kommt: steht es in einem Meisterschafts-entscheidenden Spiel nach regulärer Spielzeit unentschieden, wird nach Reinigung des Eises eine 20-minütige Verlängerung gespielt, die mit einem Sudden Victory endet. Fällt kein Tor, wird nach einer neuerlichen Eisreinigung eine weitere Verlängerung von 20 Minuten veranschlagt. Dieses Procedere wiederholt sich, bis ein Tor fällt.

## Grunddurchgang
Der Grunddurchgang startete am 19. September 2009, wobei der EHC Bregenzerwald aufgrund der ungeraden Anzahl an Mannschaften als erstes Team pausieren musste und erst eine Woche später seine Premiere feiern konnte. In der Folgezeit blieben die Wälder in der ersten Hinrunde ohne Punktegewinn. Inzwischen hatte sich der EC Red Bull Salzburg knapp vor Neuzugang HC Innsbruck an die Spitze gesetzt, während Titelverteidiger EHC Lustenau mit nur drei Siegen aus sechs Spielen im Mittelfeld der Tabelle stand. Die neugegründeten Zeller Eisbären hatten mit sieben erzielten Punkten zwar einen deutlichen Vorsprung auf Bregenzerwald, dies konnte aber nicht über die mäßige Leistung mit nur zwei Siegen hinwegtäuschen.
Bis zum Ende des ersten der drei Durchgänge hatten die Salzburger ihre Position an der Spitze gefestigt. Der EHC Lustenau hatte sich als neuer erster Verfolger auf Platz zwei positionieren können, während Bregenzerwald nach einem Drittel des Grunddurchgangs immer noch keinen Sieg zu Buche stehen hatte, womit das Rennen um die Top sechs wieder einmal vorzeitig entschieden schien. Inzwischen startete jedoch auch die VEU Feldkirch eine Aufholjagd aus dem hinteren Tabellendrittel und konnte sich bis zur Halbzeit punktegleich mit den Salzburgern aufgrund des besseren direkten Verhältnisses die Tabellenspitze sichern. Der HC Innsbruck und der EHC Lustenau lagen mit nur ein bzw. zwei Punkten Rückstand auf den Rängen drei und vier. Dahinter klaffte jedoch bereits eine größere Lücke. Der EC Dornbirn hatte bereits neun Punkte Rückstand zur Tabellenspitze, während die neugegründeten Zeller Eisbären nicht recht zu ihrer Form finden konnten und mit nur 17 Punkten bereits einen Abstand von 19 Punkten auf Rang eins hatten.
Nach vierundzwanzig absolvierten Spielen (zwei der drei Durchgänge) erfolgte die Punkteteilung, wodurch die Plätze eins bis fünf wieder bis auf fünf Punkte zusammenrückten. Die Zeller (elf Punkte, neun Punkte Rückstand auf Platz 5) hatten zu diesem Zeitpunkt Rang sechs bereits praktisch gesichert, da Bregenzerwald mit nur zwei Punkten abgeschlagen auf dem letzten Platz lag. Der HC Innsbruck fand schließlich in der Schlussphase zu einer ausgezeichneten Form, die auch auf der Leistung von Seamus Kotyk im Tor beruhte, der zuvor auch in der Bundesliga der Torhüter der Tiroler gewesen war und im Verlauf der aktuellen Saison erneut zur Mannschaft gestoßen war. Ebenso verstärkt hatte sich der EC Dornbirn, der mit Hannes Enzenhofer (Tor, EC KAC) und Tino Anton Teppert (Verteidigung, Vienna Capitals) auch zwei Spieler aus der Bundesliga verpflichtet hatte. Die beiden Mannschaften sicherten sich recht problemlos die ersten beiden Plätze und waren damit fix für das Halbfinale gesetzt.
Nicht zur Vorjahresform fand hingegen der EHC Lustenau, der immer wieder wichtige Spiele verlor knapp vor Schluss auf eigenem Eis noch ein 0:10-Debakel gegen Dornbirn hinnehmen musste. Rang fünf stellte für die sonst sehr erfolgreichen Vorarlberger ein äußerst schlechtes Ergebnis dar, was durch den großen Abstand zu Rang vier noch unterstrichen wurde. Feldkirch und das Farmteam des EC Red Bull Salzburg sicherten sich souverän die Ränge drei und vier. Für den EHC Bregenzerwald war jedoch erneut die Meisterschaft vorzeitig zu Ende. Mit nur fünf Siegen aus 36 Spielen und einem Torverhältnis von -105 behielt die Mannschaft den letzten Rang.

### Tabelle nach dem Grunddurchgang
| Rang | Team                    | Spiele | S  | N  | SNV | NNV | SNP | NNP | Tore    | TVH  | Punkte |
| ---- | ----------------------- | ------ | -- | -- | --- | --- | --- | --- | ------- | ---- | ------ |
| 1    | HC Innsbruck            | 36     | 27 | 9  | 3   | 0   | 1   | 2   | 170:88  | +82  | 54     |
| 2    | EC Dornbirn             | 36     | 23 | 13 | 1   | 1   | 3   | 1   | 155:113 | +42  | 47     |
| 3    | EC Red Bull Salzburg II | 36     | 22 | 14 | 1   | 0   | 0   | 1   | 144:94  | +50  | 43     |
| 4    | VEU Feldkirch           | 36     | 20 | 16 | 1   | 2   | 1   | 2   | 121:113 | +8   | 40     |
| 5    | EHC Lustenau            | 36     | 19 | 17 | 3   | 2   | 2   | 0   | 124:137 | -13  | 31     |
| 6    | EK Zeller Eisbären      | 36     | 10 | 26 | 1   | 4   | 1   | 1   | 109:173 | -64  | 23     |
| 7    | EHC Bregenzerwald       | 36     | 5  | 31 | 1   | 2   | 0   | 1   | 85:190  | -105 | 15     |

### Statistiken
| 1  | Dmitri Nabokow      | Dornbirn      | 35 | 24 | 54 | 78 | 68 | 9  | 0 | 4 |
| 2  | Jussi Tarvainen     | Dornbirn      | 36 | 27 | 43 | 70 | 36 | 14 | 1 | 4 |
| 3  | Toni Saarinen       | Lustenau      | 36 | 19 | 48 | 67 | 24 | 6  | 2 | 5 |
| 4  | Teemu Virtala       | Innsbruck     | 36 | 20 | 43 | 63 | 24 | 10 | 1 | 1 |
| 5  | Stefan Wiedmaier    | Zell          | 32 | 15 | 42 | 57 | 24 | 9  | 0 | 2 |
| 6  | Alexander Höller    | Innsbruck     | 36 | 28 | 28 | 56 | 28 | 9  | 2 | 7 |
| 7  | Kent Salfi          | Innsbruck     | 36 | 22 | 32 | 54 | 77 | 7  | 3 | 3 |
| 8  | Ryan Foster         | Lustenau      | 35 | 32 | 21 | 53 | 50 | 14 | 2 | 5 |
| 9  | Brent Aubin         | Salzburg      | 24 | 26 | 26 | 52 | 74 | 11 | 2 | 4 |
| 10 | Daniel Jonsson      | Bregenzerwald | 35 | 27 | 24 | 51 | 28 | 6  | 4 | 2 |
| 11 | Heimo Lindner       | Feldkirch     | 33 | 24 | 27 | 51 | 75 | 6  | 3 | 4 |
| 12 | Martin Mairitsch    | Salzburg      | 34 | 20 | 28 | 48 | 35 | 10 | 0 | 3 |
| 13 | Chad Swartzentruber | Zell          | 33 | 18 | 30 | 48 | 44 | 11 | 0 | 3 |
| 14 | Jari Suorsa         | Zell          | 34 | 21 | 26 | 47 | 89 | 12 | 0 | 1 |
| 15 | Jakub Ruckay        | Innsbruck     | 36 | 24 | 22 | 46 | 56 | 6  | 0 | 5 |

(Legende zur Spielerstatistik: Sp oder GP = absolvierte Spiele; T oder G = erzielte Tore; V oder A = erzielte Assists; Pkt oder Pts = erzielte Scorerpunkte; SM oder PIM = erhaltene Strafminuten; +/− = Plus/Minus-Bilanz; PP = erzielte Überzahltore; SH = erzielte Unterzahltore; GW = erzielte Siegtore; 1 Play-downs/Relegation; Kursiv: Statistik nicht vollständig)
| 1  | Seamus Kotyk        | Innsbruck     | 8  | 470  | 213  | 15  | 198  | 92.96 | 1.91 | 0 | 6  | 1  | 1 |
| 2  | Peter Andersson     | Feldkirch     | 33 | 2001 | 1186 | 100 | 1086 | 91.57 | 3.00 | 1 | 19 | 11 | 4 |
| 3  | Thomas Höneckl      | Salzburg      | 11 | 632  | 295  | 26  | 269  | 91.19 | 2.47 | 1 | 8  | 3  | 0 |
| 4  | Patrick Machreich   | Lustenau      | 36 | 2130 | 1456 | 131 | 1325 | 91.00 | 3.69 | 2 | 19 | 15 | 2 |
| 5  | Manuel Schönhill    | Innsbruck     | 28 | 1652 | 743  | 68  | 675  | 90.85 | 2.47 | 2 | 21 | 5  | 1 |
| 6  | Artjom Konowalow    | Salzburg      | 11 | 537  | 230  | 25  | 205  | 89.13 | 2.79 | 0 | 4  | 5  | 0 |
| 7  | Bernhard Bock       | Dornbirn      | 31 | 1761 | 763  | 84  | 679  | 88.99 | 2.86 | 2 | 20 | 8  | 2 |
| 8  | Martin Iberer       | Salzburg      | 17 | 871  | 376  | 43  | 333  | 88.56 | 2.96 | 3 | 8  | 6  | 1 |
| 9  | Walter Bartholomäus | Zell          | 21 | 1037 | 629  | 72  | 557  | 88.55 | 4.17 | 0 | 4  | 10 | 4 |
| 10 | Per Fabian Eriksson | Bregenzerwald | 32 | 1798 | 1266 | 155 | 1111 | 87.76 | 5.17 | 0 | 5  | 25 | 1 |
| 11 | Florian Weißkircher | Zell          | 23 | 1140 | 732  | 100 | 632  | 86.34 | 5.26 | 0 | 6  | 11 | 1 |

(Legende zur Torhüterstatistik: GP oder Sp = Spiele insgesamt; W oder S = Siege; L oder N = Niederlagen; T oder U oder OT = Unentschieden oder Overtime- bzw. Shootout-Niederlage; Min. = Minuten; SOG oder SaT = Schüsse aufs Tor; GA oder GT = Gegentore; SO = Shutouts; GAA oder GTS = Gegentorschnitt; Sv% oder SVS% = Fangquote; EN = Empty Net Goal; 1 Play-downs/Relegation; Kursiv: Statistik nicht vollständig)

## Playoffs

### Viertelfinale
Die Teams auf den Rängen drei bis sechs spielten in einer Best of Three-Serie die verbleibenden beiden Playoff-Teilnehmer aus. In beiden Fällen setzte sich das besser platzierte Team klar mit 2:0 Siegen durch. Überraschend wurde auch der regierende Meister EHC Lustenau aus dem Bewerb genommen. Die Vorarlberger hatten seit dem Ende des Grunddurchgangs mit Problemen gekämpft und mussten sich in beiden Spielen deutlich geschlagen geben. Die Zeller Eisbären beendeten die durchwachsene Saison mit zwei Niederlagen und einem Torverhältnis von 5:13 ebenfalls vorzeitig.
| Serie                                                | Endstand | Spiel 1             | Spiel 2             | Spiel 3 |
| ---------------------------------------------------- | -------- | ------------------- | ------------------- | ------- |
| EC Red Bull Salzburg II (3) – EK Zeller Eisbären (6) | 2:0      | 6:1 (2:1, 3:0, 1:0) | 7:4 (5:1, 2:2, 0:1) | –       |
| VEU Feldkirch (4) – EHC Lustenau (5)                 | 2:0      | 4:1 (1:0, 2:1, 1:0) | 4:1 (2:1, 1:0, 1:0) | –       |

### Halbfinale
Das Halbfinale begann am 6. März 2010. Sowohl der HC Innsbruck als auch der EC Dornbirn schafften es mit einem Sweep ins Finale und dominierten die jeweils unterlegenen Gegner über weite Strecken. Während die VEU Feldkirch nur ihr Heimspiel offen gestalten konnte, forderte das Farmteam der Salzburger den EC Dornbirn in den ersten beiden Spielen etwas mehr und unterlag jeweils nur mit einem Tor Unterschied. Die entscheidenden dritten Begegnungen beider Serien verliefen jedoch schließlich recht deutlich zugunsten der Favoriten.
| Serie                                         | Endstand | Spiel 1             | Spiel 2                     | Spiel 3             | Spiel 4 | Spiel 5 |
| --------------------------------------------- | -------- | ------------------- | --------------------------- | ------------------- | ------- | ------- |
| HC Innsbruck (1) – VEU Feldkirch (4)          | 3:0      | 2:0 (0:0, 1:0, 1:0) | 3:2 n. V. (0:0,1:2,1:0,1:0) | 4:1 (1:0, 2:0, 1:1) | –       | –       |
| EC Dornbirn (2) – EC Red Bull Salzburg II (3) | 3:0      | 5:4 (1:3, 1:1, 3:0) | 3:2 (1:0,1:0,1:2)           | 6:3 (1:1, 2:1, 3:1) | –       | –       |

### Finale
Das Finale begann am 24. März 2010. Favorit HC Innsbruck hatte bereits in der ersten Begegnung auf eigenem Eis Schwierigkeiten mit dem Herausforderer aus Vorarlberg und unterlag schließlich knapp nach Verlängerung. Dornbirn konnte seinerseits die Führung im zweiten Spiel ausbauen und musste nur in der dritten Begegnung in Innsbruck eine knappe Niederlage hinnehmen. Letzten Endes siegte das Team aber im vierten Spiel souverän mit 5:1 und sicherte sich damit nach der Meisterschaft 2008 den zweiten Titel in der Vereinsgeschichte.
| Serie                              | Endstand | Spiel 1                        | Spiel 2             | Spiel 3             | Spiel 4             | Spiel 5 |
| ---------------------------------- | -------- | ------------------------------ | ------------------- | ------------------- | ------------------- | ------- |
| HC Innsbruck (1) – EC Dornbirn (2) | 1:3      | 2:3 n. V. (1:0, 0:1, 1:1, 0:1) | 2:3 (0:0, 0:3, 2:0) | 2:1 (0:1, 1:0, 1:0) | 1:5 (1:1, 0:2, 0:2) | –       |

### Statistiken
| 1  | Jussi Tarvainen     | Innsbruck | 7 | 4 | 8 | 12 | 10 | 1 | 0 | 0 |
| 2  | Philipp Ullrich     | Salzburg  | 5 | 3 | 8 | 11 | 6  | 2 | 0 | 0 |
| 3  | Ryan Murphy         | Dornbirn  | 7 | 2 | 9 | 11 | 2  | 0 | 0 | 1 |
| 4  | Dmitriy Nabokov     | Dornbirn  | 7 | 4 | 6 | 10 | 6  | 2 | 0 | 1 |
| 5  | Lukas Schwitzer     | Dornbirn  | 7 | 2 | 7 | 9  | 2  | 2 | 0 | 0 |
| 6  | Martin Mairitsch    | Salzburg  | 5 | 6 | 2 | 8  | 6  | 2 | 0 | 0 |
| 7  | Fabio Hofer         | Dornbirn  | 7 | 5 | 3 | 8  | 2  | 2 | 0 | 0 |
| 8  | Michael Gergen      | Salzburg  | 5 | 2 | 6 | 8  | 8  | 0 | 0 | 1 |
| 9  | Alexander Feichtner | Salzburg  | 5 | 4 | 3 | 7  | 0  | 1 | 0 | 1 |
| 10 | Alexander Höller    | Innsbruck | 7 | 4 | 3 | 7  | 22 | 0 | 0 | 1 |

(Legende zur Spielerstatistik: Sp oder GP = absolvierte Spiele; T oder G = erzielte Tore; V oder A = erzielte Assists; Pkt oder Pts = erzielte Scorerpunkte; SM oder PIM = erhaltene Strafminuten; +/− = Plus/Minus-Bilanz; PP = erzielte Überzahltore; SH = erzielte Unterzahltore; GW = erzielte Siegtore; 1 Play-downs/Relegation; Kursiv: Statistik nicht vollständig)
| 1 | Peter Andersson     | VEU       | 5 | 300:31 | 194 | 10 | 184 | 94.85 | 2.00 | 0 | 2 | 2 | 1 |
| 2 | Bernhard Bock       | Dornbirn  | 7 | 405:03 | 240 | 13 | 227 | 94.58 | 1.93 | 0 | 6 | 1 | 0 |
| 3 | Seamus Kotyk        | Innsbruck | 7 | 426:32 | 225 | 15 | 210 | 93.33 | 2.11 | 1 | 4 | 2 | 1 |
| 4 | Florian Weißkircher | Zell      | 1 | 43:21  | 31  | 3  | 28  | 90.32 | 4.15 | 0 | 0 | 1 | 0 |
| 5 | Patrick Machreich   | Lustenau  | 2 | 120:00 | 78  | 8  | 70  | 89.74 | 4.00 | 0 | 0 | 2 | 0 |
| 6 | Artiom Konovalov    | Salzburg  | 4 | 229:14 | 124 | 14 | 110 | 88.71 | 3.66 | 0 | 1 | 3 | 0 |
| 7 | Martin Iberer       | Salzburg  | 2 | 67:25  | 26  | 4  | 22  | 84.62 | 3.56 | 0 | 1 | 0 | 0 |
| 8 | Walter Bartholomäus | Zell      | 2 | 76:39  | 49  | 10 | 39  | 79.59 | 7.83 | 0 | 0 | 1 | 0 |
| 9 | Hannes Enzenhofer   | Dornbirn  | 1 | 20:00  | 14  | 3  | 11  | 78.57 | 9.00 | 0 | 0 | 0 | 0 |

(Legende zur Torhüterstatistik: GP oder Sp = Spiele insgesamt; W oder S = Siege; L oder N = Niederlagen; T oder U oder OT = Unentschieden oder Overtime- bzw. Shootout-Niederlage; Min. = Minuten; SOG oder SaT = Schüsse aufs Tor; GA oder GT = Gegentore; SO = Shutouts; GAA oder GTS = Gegentorschnitt; Sv% oder SVS% = Fangquote; EN = Empty Net Goal; 1 Play-downs/Relegation; Kursiv: Statistik nicht vollständig)

## Zuschauerstatistik
| 1. | EC hagn_leone Dornbirn | 43 | 47.428 | 31.495 | 78.923 | 1.835 |
| 2. | VEU Feldkirch          | 41 | 39.409 | 31.788 | 71.197 | 1.737 |
| 3. | EHC Lustenau           | 38 | 25.416 | 29.391 | 54.807 | 1.442 |
| 4. | HC Innsbruck           | 43 | 30.950 | 26.601 | 57.551 | 1.338 |
| 5. | EK Zeller Eisbären     | 38 | 23.656 | 15.670 | 39.326 | 1.035 |
| 6. | EC Red Bull Salzburg   | 41 | 3.455  | 26.018 | 29.473 | 719   |
| 7. | EHC Bregenzerwald      | 36 | 6.057  | 15.408 | 21.465 | 596   |

## Meisterschaftsendstand
1. EC hagn_leone Dornbirn
2. HC Innsbruck
3. EC Red Bull Salzburg II
4. VEU Feldkirch
5. EHC Lustenau
6. EK Zeller Eisbären
7. EHC Bregenzerwald

## Kader des Nationalliga-Meister
| Nationalliga-Meister EC Dornbirn | Torhüter: Bernhard Bock, Hannes Enzenhofer, René Burtscher Verteidiger: Alexander Mellitzer, Tobias Holzer, Stefan Spannring, Igor Iwanow, Michael Kutzer, Sebastian Spiegel, Patric Scheffknecht, Jürgen Fussenegger, Tino Anton Teppert, Bernhard Fechtig Angreifer: Lukas Schwitzer, Julian Grafschafter, Fabian Glanznig, Fabio Hofer, Martin Pewal, Jussi Tarvainen, Adrian Ströhle, Ryan Murphy, Steven Burger, Roman Schreiber, Benni Schennach, Dmitriy Nabokov, Patrick Spannring, Christian Messner, Thomas Auer, Marcel Wolf Cheftrainer: Peter Johansson |

## Trivia
- Das Spiel des EHC Bregenzerwald gegen den HC Innsbruck vom 14. November 2009 geriet zu einem Kuriosum der besonderen Art: die Heimstätte der Wälder, die Arena Alberschwende ist als einzige Spielstätte des österreichischen Profi- und semiprofessionellen Eishockeys in Österreich nicht überdacht. Kurz nach dem 2:3 im Mittelabschnitt begann es stark zu regnen, weshalb der Schiedsrichter das Spiel abbrechen musste. Es wurde entschieden, die Begegnung in der Rheinhalle in Lustenau zu Ende zu spielen, was eine mehr als einstündige Unterbrechung zur Folge hatte. Sieger der Begegnung wurde der HC Innsbruck.[7]